# 国昭子
国昭子（?—?），中国春秋时期齐国政治人物，國氏，谥号昭，名不詳。
国昭子的母亲去世，询问子张，葬及墓、男子妇人安位的事情。子张说：“司徒敬子之丧，夫子相。男子西乡，妇人东乡。”国昭子表示不同意，子张说：“我丧也斯沾，尔专之。宾为宾焉，主为主焉。妇人从男子皆西乡。”。